# Pinhão (Sergipe)
Pinhão is een gemeente in de Braziliaanse deelstaat Sergipe. De gemeente telt 5.809 inwoners (schatting 2009).